# Phylidorea abdominalis
Phylidorea abdominalis là một loài ruồi trong họ Limoniidae. Chúng phân bố ở miền Cổ bắc.